# (6747) Ozegahara
(6747) Ozegahara est un astéroïde de la ceinture principale.

## Description
(6747) Ozegahara est un astéroïde de la ceinture principale. Il fut découvert le 20 octobre 1995 à Oizumi par Takao Kobayashi. Il présente une orbite caractérisée par un demi-grand axe de 2,97 UA, une excentricité de 0,14 et une inclinaison de 4,0° par rapport à l'écliptique.

## Compléments